# Jasón y Medea (pintura)
Jasón y Medea es una pintura al óleo de estilo prerrafaelita creada por John William Waterhouse en 1907.
La pintura representa a la princesa de Cólquida, Medea, preparando una poción mágica para Jasón para permitirle completar las tareas que le asignó su padre, Eetes.
La determinada expresión facial de Medea muestra una caracterización consistente con la de la literatura griega, particularmente la tragedia Medea de Eurípides.
La pintura es tanto en temática como visualmente similar a la obra El círculo mágico de Waterhouse.